# Travis Etienne
Travis Etienne Jr. (Jennings, Luisiana, 26 de enero de 1999) más conocido como Travis Etienne, es un jugador profesional estadounidense de fútbol americano que se desempeña en la posición de running back en Jacksonville Jaguars, equipo de la National Football League (NFL).

## Carrera
Fue seleccionado en la primera ronda en la Reunión Anual de Selección de Jugadores de la NFL de 2021. Hizo su debut profesional con el equipo Jacksonville Jaguars, donde lleva jugando tres temporadas.